# Pivovar Podkováň
Pivovar Podkováň byl založen roku 1434 Bohušem z Kováně sídlícím na Frýdštejně. Pivovar se nachází v obci Kováň ve Středočeském kraji v okrese Mladá Boleslav, v lokalitě Podkováň v údolí Strenického potoka.

## Stručná historie pivovaru
- 1434 pan Bohuš z panství Kováně vystavěl spolu s neznámými mnichy v lesnatém údolí Strenického potoka pivovar.
- 1623 pivovar a vinopalna v Podkováni začleněna do správcovství Sovineckého panství a církevního majetku
- 1869 prodán pivovar a vinopalna i s pozemky Spolku pro řízení pivovaru a sladovny v Podkováni
- 1948 znárodněn
- 1948-1953 Severočeské pivovary n.p.
- 1954-1957 Pojizerské pivovary n.p.
- 1958-1959 Severočeské pivovary n.p.
- 1960-1990 Středočeské pivovary n.p.

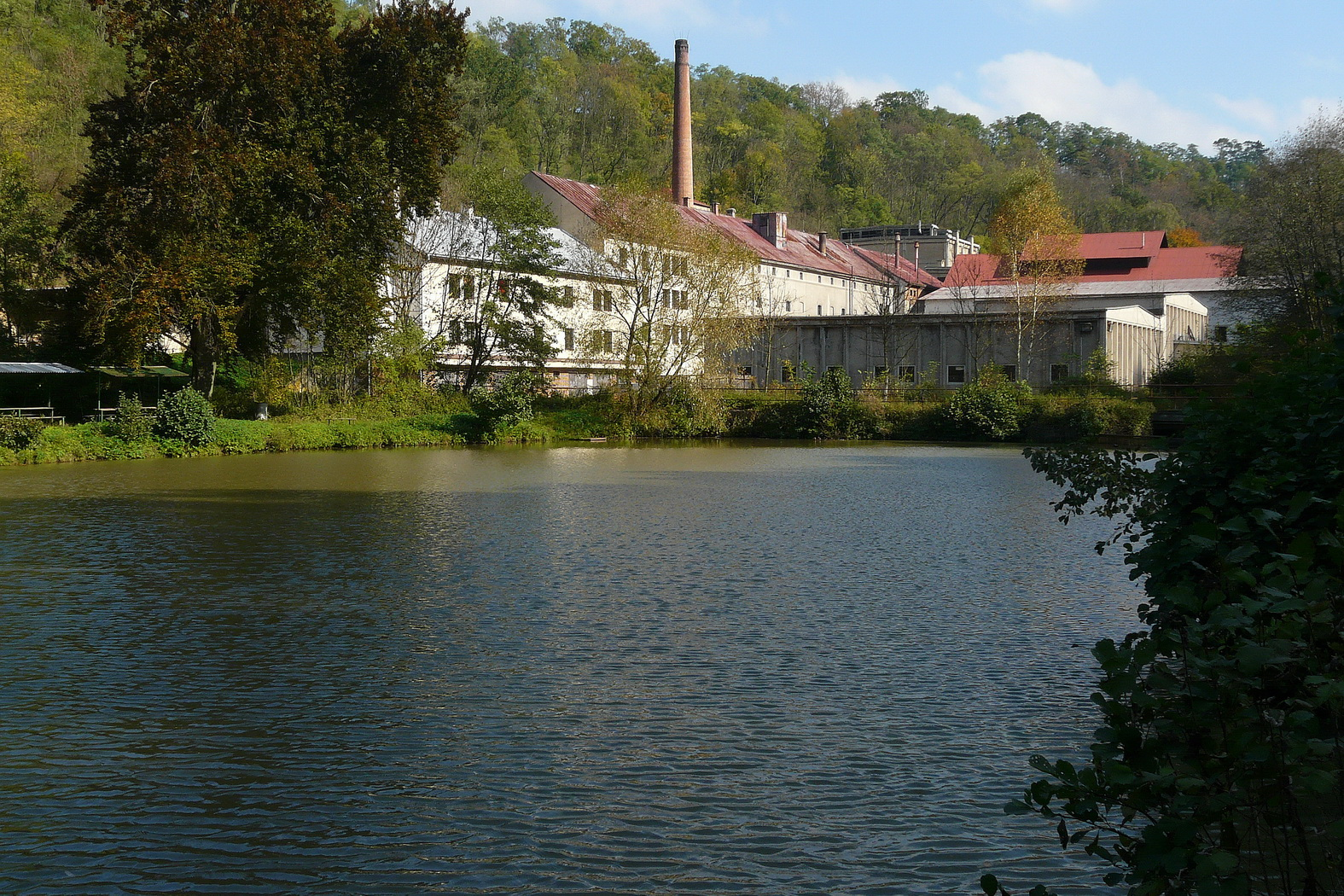
Pivovar Podkováň za rybníkem

- Pivovary Bohemia Praha a.s

## Vývoj po roce 1990
15. května 2003 se pivovar dostal do konkurzu, provoz však nebyl přerušen. Správce konkurzní podstaty spolu s věřitelským výborem vybral v září 2004 firmu Lora Viktoria, se kterou byla podepsána kupní smlouva. Ta nabyla účinnosti po doplacení kupní ceny dne 30. října. Na konci roku 2007 byla výroba přerušena a pivovar prošel rozsáhlou rekonstrukcí. V červenci roku 2011 se téměř po třech letech v pivovaru opět začalo stáčet pivo.

## Produkty pivovaru
- Podkováň Světlý Speciál 14 %
- Podkováňský Ležák
- Podkováňský Barchat
- Podkováň Světlé výčepní
- Podkováňské tmavé
- Podkováň Světlé výčepní
- Podkováňské dia
- Diplomat gold
- Diplomat light
- Kojenecká voda

## Zajímavosti
Ve druhé polovině 19. století byl sládkem pivovaru Josef Hloucha. V roce 1881 se mu zde narodilo třetí dítě, syn Joe Hloucha, pozdější český cestovatel a japanolog.